# Yimnó
Yimnó (Gimno) är en ort i Grekland.   Den ligger i prefekturen Nomós Argolídos och regionen Peloponnesos, i den södra delen av landet, 100 km väster om huvudstaden Aten. Yimnó ligger 406 meter över havet och antalet invånare är 306.
Terrängen runt Yimnó är huvudsakligen kuperad, men västerut är den bergig. Runt Yimnó är det ganska glesbefolkat, med 26 invånare per kvadratkilometer. Närmaste större samhälle är Nemea, 9,0 km nordost om Yimnó. 